# Hana Jalloul
Hana Jalloul Muro ([ˈxana ʝaˈlul ˈmuɾo]), née le 8 avril 1978 à Saragosse, est une universitaire et femme politique espagnole, membre du Parti socialiste ouvrier espagnol (PSOE).
Son père est immigré libanais et sa mère une espagnole d'Aragon. Après des études à l'université complutense de Madrid, elle enseigne la géopolitique à l'université Charles-III de Madrid. En mai 2019, elle est élue députée à l'Assemblée de Madrid.
Elle démissionne en janvier 2020, après avoir été nommée secrétaire d'État aux Migrations au sein du ministère de l'Inclusion. En mars 2021, elle est successivement désignée coordonnatrice de la motion politique du 40e congrès du PSOE puis numéro deux d'Ángel Gabilondo aux élections parlementaires madrilènes anticipées.
À l'issue de ce scrutin, marqué par le plus mauvais score du Parti socialiste dans la communauté de Madrid, elle devient porte-parole du groupe parlementaire socialiste, désormais troisième force à l'Assemblée de Madrid. Elle occupe ce poste pendant quatre mois, le cédant au nouveau secrétaire général du PSOE-M Juan Lobato en octobre.
Devenue secrétaire à la Politique internationale de la direction du PSOE, elle n'est pas candidate aux régionales de mai 2023. Elle est ensuite investie candidate aux élections législatives anticipées de juillet 2023. À la faveur de plusieurs démissions consécutives au maintien de Pedro Sánchez au pouvoir, elle accède au Congrès des députés en décembre. Elle est désignée six mois plus tard candidate aux élections européennes.

## Famille
Hana Jalloul Muro naît le 8 avril 1978 à Saragosse. Sa mère est originaire du village de La Cort de Tricas et son père est Libanais, venu étudier la médecine dans la capitale aragonaise. Elle est issue d'une fratrie de quatre enfants et grandit à Sabiñánigo, dans la province de Huesca.

## Études et vie professionnelle
Hana Jalloul étudie à l'université complutense de Madrid. Elle est titulaire d'une licence en science politique et administrative, ainsi que d'un doctorat en relations internationales et droit international public.
Travaillant comme professeure associée du master de géopolitique et études stratégiques de l'université Charles-III, elle participe en 2009 à la mission d'observation électorale de l'Union européenne pour les élections législatives libanaises en qualité d'assistante politique.
Elle est recrutée comme collaboratrice par José Manuel Rodríguez Uribes, après qu'il a été nommé délégué du gouvernement dans la communauté de Madrid en 2018.

## Vie politique

### Députée à l'Assemblée de Madrid
Dans la perspective des élections parlementaires du 26 mai 2019 dans la communauté de Madrid, Hana Jalloul est investie candidate du Parti socialiste ouvrier espagnol (PSOE). Elle occupe effectivement la 20e place sur la liste emmenée par Ángel Gabilondo. Elle démissionne le 28 janvier 2020 et cède son siège à Carlota Merchán.

### Secrétaire d'État aux Migrations
Le conseil des ministres du 28 janvier 2020 approuve en effet la proposition du ministre de la Sécurité sociale José Luis Escrivá de nommer Hana Jalloul secrétaire d'État aux Migrations. Elle succède à Consuelo Rumí, responsable des politiques d'immigration sous la précédente législature ainsi que sous la majeure partie des deux mandats de José Luis Rodríguez Zapatero.
Elle publie le 30 janvier 2021 une enfilade de messages sur son compte Twitter afin de dénoncer les propos xénophobes dont elle est l'objet en raison de ses origines libanaises. Revendiquant « une âme aragonaise et libanaise », elle affirme à l'attention des auteurs de ces insultes que « votre haine ne m'intimidera pas ». Elle reçoit le soutien public de plusieurs personnalités, notamment le président du gouvernement Pedro Sánchez, la première vice-présidente Carmen Calvo ou encore le porte-parole parlementaire d'Unidas Podemos Pablo Echenique.
Elle est choisie le 15 mars suivant par la commission exécutive fédérale du PSOE pour coordonner la rédaction de la motion d'orientation (ponencia marco) du 40e congrès fédéral du Parti socialiste, partageant cette responsabilité avec la députée européenne Lina Gálvez.

### Régionales de 2021 à Madrid

#### Numéro deux d'Ángel Gabilondo
Le 23 mars 2021, Ángel Gabilondo annonce que Hana Jalloul occupera la deuxième place sur sa liste pour les élections parlementaires madrilènes anticipées du 4 mai suivant, une investiture relevant d'un choix direct de Pedro Sánchez. Cette décision est en effet pensée dans l'optique d'un remplacement d'Ángel Gabilondo, à brève échéance au cas où celui-ci serait élu Défenseur du peuple dans le cadre d'un accord entre les deux grands partis du pays, où dans la perspective des prochaines élections territoriales, prévues en mai 2023,.
Sa candidature est couplée à celle de plusieurs jeunes cadres issus de l'administration de l'État ou des municipalités de gauche comme la présidente du Sénat Pilar Llop, la secrétaire d'État aux Sports Irene Lozano, le directeur général du Handicap Jesús Ángel Celada, le maire de Soto del Real Juan Lobato et la vice-maire de Rivas-Vaciamadrid Mónica Carazo. Cette stratégie imaginée par Pedro Sánchez doit permettre au PSOE-M d'envisager à la fois le rajeunissement de son groupe parlementaire pour gagner des soutiens au sein de l'électorat urbain et de renforcer les compétences de ses députés par l'incorporation de profils gestionnaires dans la perspective d'une accession au pouvoir dès après le scrutin ou à la suite du prochain, prévu en mai 2023.

#### Porte-parole à l'Assemblée de Madrid
Deux jours après la tenue du scrutin, au cours duquel le Parti socialiste devient la troisième force politique en nombre de suffrages obtenus tandis que le Parti populaire d'Isabel Díaz Ayuso frôle la majorité absolue, Ángel Gabilondo renonce à prendre possession de son mandat de député régional. La direction provisoire du Parti socialiste ouvrier espagnol de la communauté de Madrid décide le 26 mai suivant de confier à Hana Jalloul les fonctions de porte-parole du groupe parlementaire jusqu'à la tenue du prochain congrès régional du parti, Juan Lobato et Irene Lozano occupant chacun un poste de porte-parole adjoint.
Lors du débat d'investiture d'Isabel Díaz Ayuso le 18 juin, elle confirme que son groupe parlementaire votera contre la réélection à son poste de la présidente de la communauté de Madrid notamment en raison de ce qu'elle qualifie de « négationisme de la violence de genre », l'accusant de disposer d'une majorité « avec l'extrême droite », en référence au soutien sans participation du parti Vox, de diviser la société et d'opposer la liberté — thème de campagne du Parti populaire — à l'égalité.
Le 26 octobre suivant, elle met sa charge à disposition de la direction provisoire du PSOE-M, qui la remplace aussitôt par le nouveau secrétaire général régional du parti, Juan Lobato. Elle est désignée pour sa part présidente du groupe parlementaire, une fonction essentiellement honorifique.

### Secrétaire à l'International du PSOE
Dix jours plus tôt, en conclusion du 40e congrès du PSOE, Hana Jalloul avait été nommée secrétaire à la Politique internationale de la commission exécutive fédérale (CEF) par Pedro Sánchez. Lors de la confection de la liste socialiste pour les élections régionales du 28 mai 2023, elle n'est pas retenue par Juan Lobato pour faire partie de sa candidature.
Pour les élections générales anticipées du 23 juillet 2023, elle est investie en 12e position sur la liste du PSOE dans la circonscription de Madrid. À la suite du scrutin puis de la désignation de Pedro Sánchez comme candidat à l'investiture du Congrès des députés par le roi, elle est nommée le 4 octobre membre de la commission du PSOE chargée de négocier le soutien des groupes parlementaires à la candidature de Pedro Sánchez, aux côtés de six autres personnes dont trois ministres. Elle entre au Congrès des députés le 5 décembre suivant, profitant de la démission de la ministre de la Défense reconduite, Margarita Robles.
Elle est investie le 30 avril 2024 en 4e position sur la liste du PSOE pour les élections européennes du 9 juin.